# Daiquiri

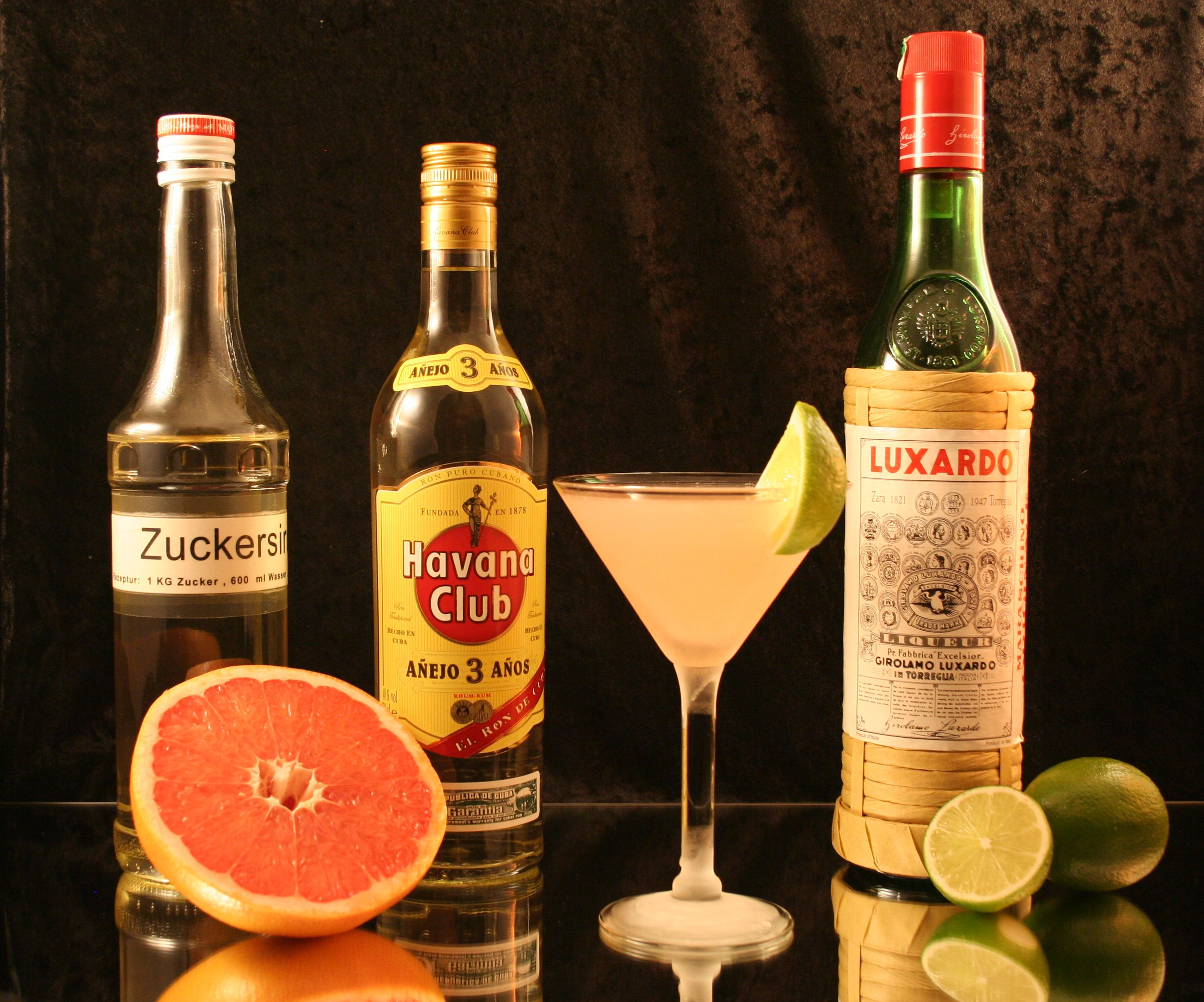
Variante Hemingway Daiquiri mit Zutaten (von links nach rechts): Zuckersirup, Pink Grapefruit, kubanischer Rum, Maraschino-Likör, Limette.

Der Daiquiri ist ein klassischer Cocktail auf Basis von weißem Rum. Der Shortdrink gehört zur großen Gruppe der Sours und wurde nach der kubanischen Siedlung Daiquirí benannt, die etwa 22 Kilometer von Santiago de Cuba entfernt ist.

## Geschichte
Dass der erste Daiquiri, wie oft zu lesen ist, tatsächlich erst um 1900 von zwei amerikanischen Minen-Ingenieuren in der kleinen kubanischen Stadt Daiquirí gemixt wurde, ist unwahrscheinlich – dafür waren die Zutaten Rum, Limetten und Zucker zu dieser Zeit schon in der gesamten Region viel zu verbreitet. Für die große Bekanntheit des Daiquiri sorgte jedenfalls die Bar El Floridita in Havanna (Kuba), wo der Barkeeper Constantino Ribalaigua Vert (Spitzname „Constante“, der Beständige) den Drink seinem berühmtesten Gast Ernest Hemingway servierte.

## Zubereitung

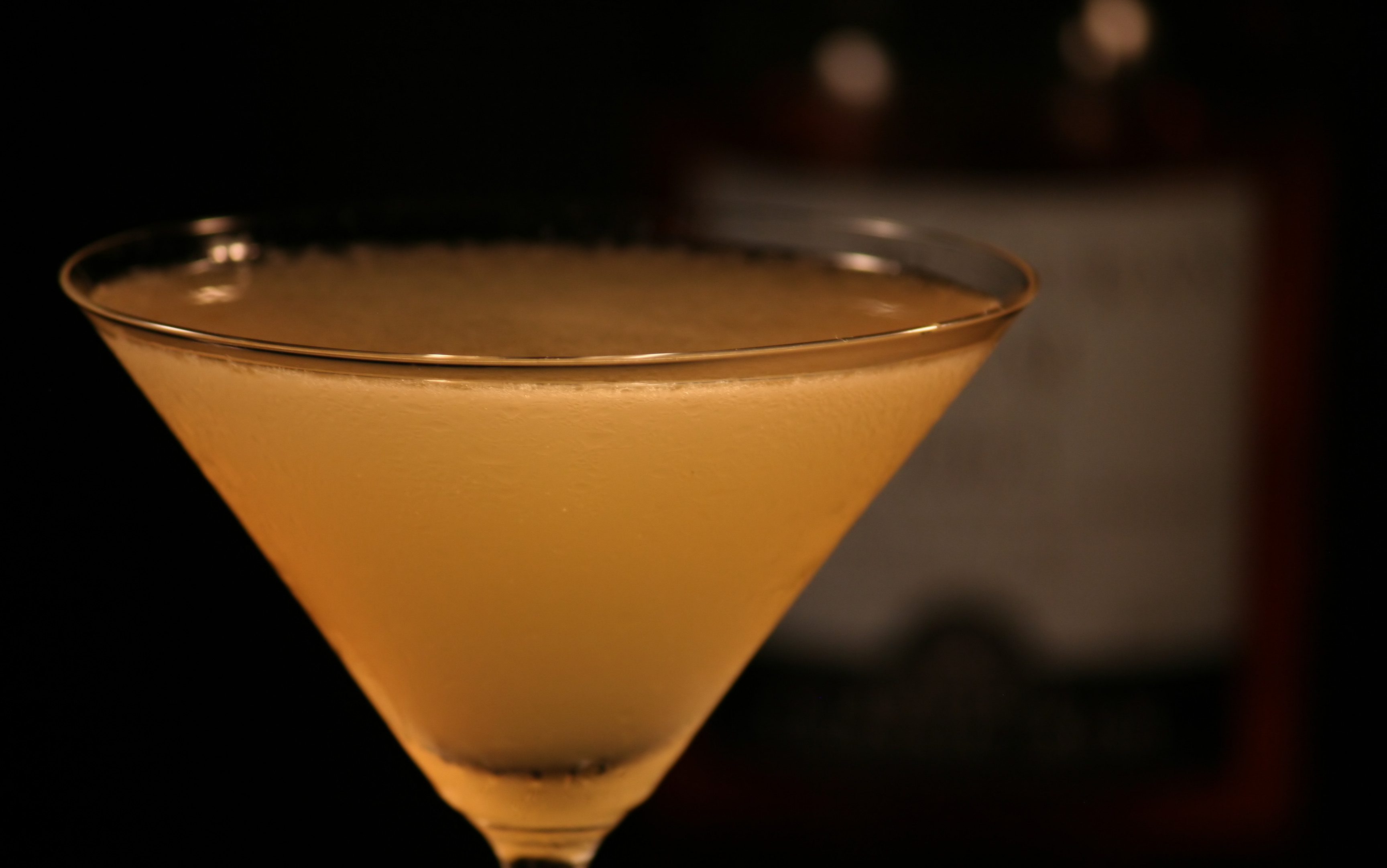
Daiquiris werden in einer Cocktailschale oder, wie hier, in einem traditionellen Martiniglas serviert.

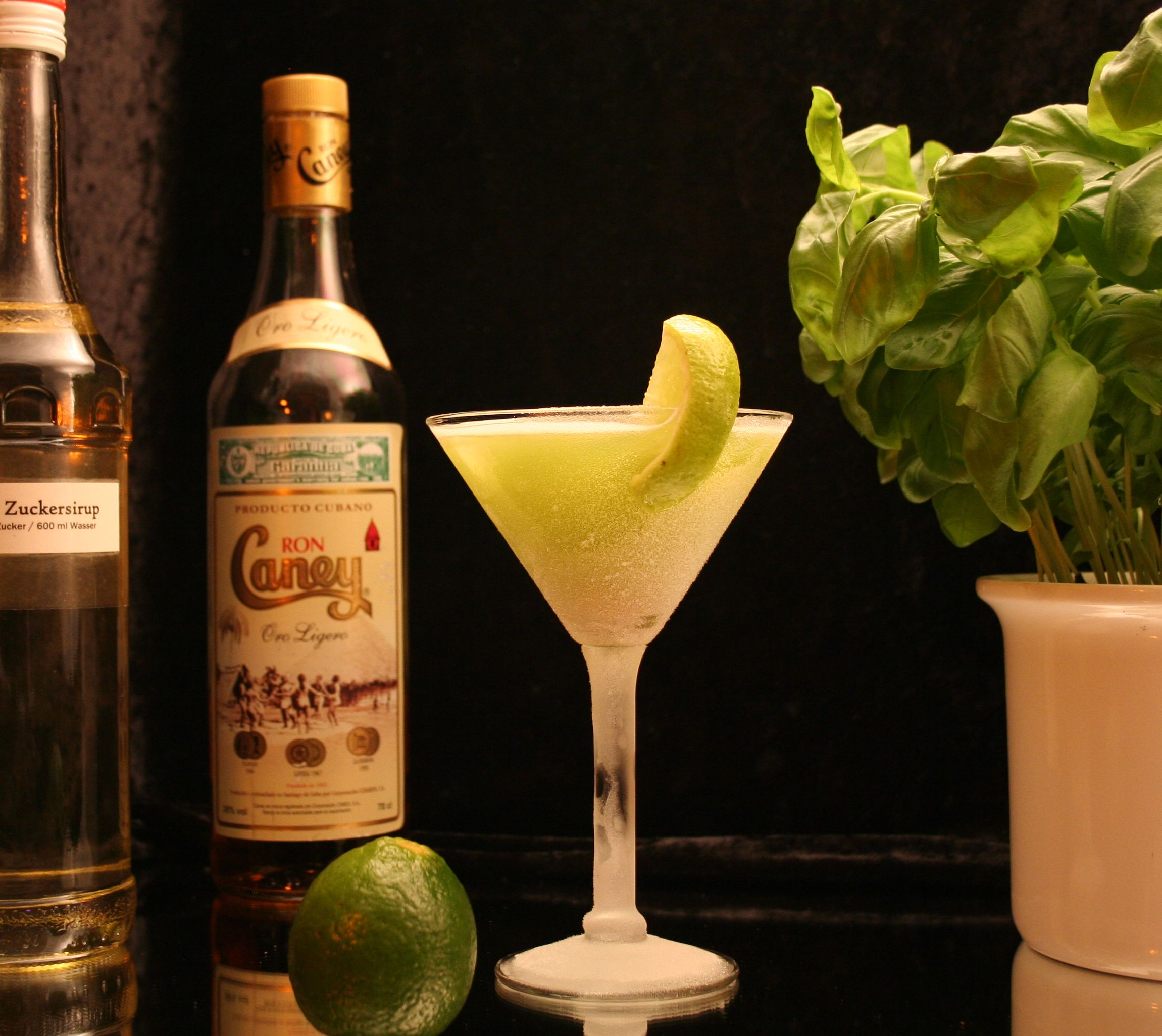
Variante Basil Daiquiri mit frischem Basilikum

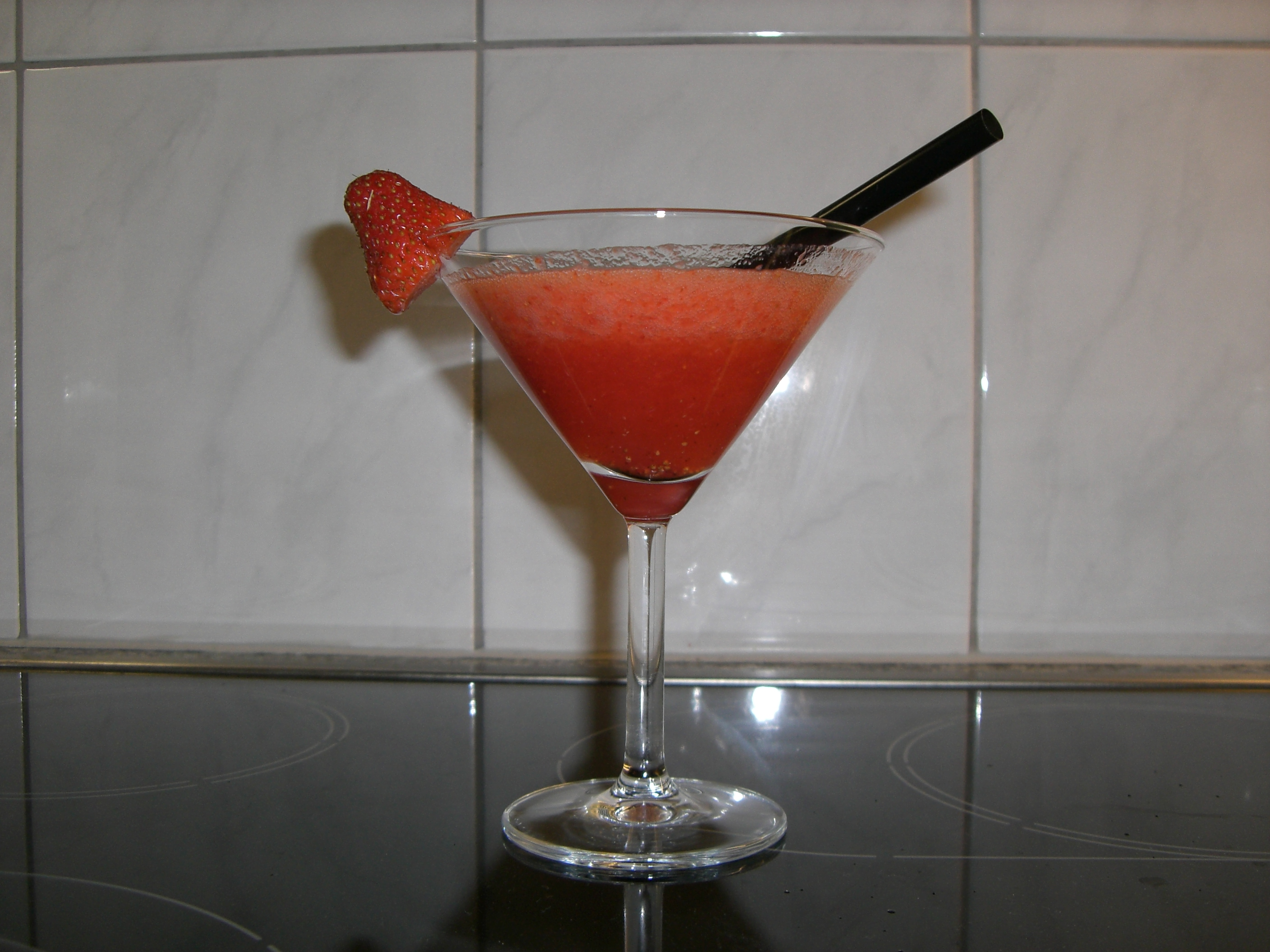
Erdbeer-Daiquiri

Der Daiquiri ist von seiner Struktur her ein typischer Sour, bestehend aus weißem, bevorzugt kubanischem Rum als Basis, frisch gepresstem Limettensaft und (Rohr-)Zuckersirup. Ein typisches Mischungsverhältnis dieser Zutaten ist 5:3:2; die Rezeptur der International Bartenders Association (IBA) verlangt 4,5 cl Rum, 2,5 cl Limettensaft und 1,5 cl Zuckersirup; das Barbuch Cocktailian schlägt 6 cl Rum, 3 cl Limettensaft und 2 cl Zuckersirup (2:1) vor. Die im Einzelfall optimale Mischung hängt, wie bei jedem Sour, von der konkret verwendeten Spirituosenmarke, der Süße des Zuckersirups, dem Säuregehalt der Limetten und dem persönlichen Geschmack ab – Hemingway genoss seinen Lieblingscocktail beispielsweise bevorzugt in der Variante Papa Doble mit doppelt so viel Rum und ohne Zucker, da er Diabetiker war. In jedem Fall wird ein Daiquiri mit Eis im Cocktail-Shaker geschüttelt und anschließend durch einen Strainer, eventuell sogar „doppelt“ (also zusätzlich durch ein Teesieb), in eine vorgekühlte Cocktailschale (Coupette) abgeseiht und „straight up“, also ohne Eis im Glas, serviert.
Es gibt viele Daiquiri-Variationen: Frozen Daiquiris werden nicht im Shaker geschüttelt, sondern mit zerstoßenem Eis (Crushed ice) im Standmixer (Blender) zubereitet, so dass sie fast gefrieren und eine cremige, Sorbet-ähnliche Konsistenz bekommen. Beliebt sind Daiquiris, die statt Zuckersirup Fruchtmark und/oder Fruchtsirup enthalten, zum Beispiel Mango Daiquiri, Strawberry Daiquiri oder Banana Daiquiri. Im Basil Daiquiri werden einige Blätter Basilikum mitgeschüttelt und anschließend durch ein zusätzliches Teesieb doppelt abgeseiht.
Eine weitere Variante ist der (Daiquiri) El Floridita, auch als Daiquiri No. 3, Hemingway Daiquiri oder Hemingway Special bekannt und unter letztgenannter Bezeichnung ebenfalls ein offizieller Cocktail der IBA, die das Rezept mit 6 cl Rum, je 1,5 cl Maraschino-Likör (statt Zuckersirup) und Limettensaft sowie 4 cl Grapefruitsaft angibt; im Cocktailian sind es 6 cl Rum, je 1 cl Maraschino (Luxardo) und Zuckersirup (2:1), 2 cl Limettensaft und 3 cl Pink Grapefruitsaft. Ein Daiquiri mit Sodawasser und Chartreuse wird als Daisy de Santiago bezeichnet.